# باره‌دری
باره دری (اردو:  باره دری) ساختمان یا کوشکی با ۱۲ در برای جریان آزاد هوا است. این ساختار سه در، در هر طرف ساختار مربع شکل دارد.
به علّت ویژگی‌های آکوستیک برجستۀ آنها، این ساختمان‌ها به خصوص برای رقص‌های موجرا یا اجرای رقص‌های درباریِ رامشگران نجیب هندوستانی مناسب بودند. آنها برای اجرای زنده و کنسرت‌های خصوصیِ نوازندگان و شاعران مختلف در برابر پادشاهان حاکم زمان هم مناسب بودند. تابستان‌های گرم هند به اهمیت این گونه بناها می‌افزود. باره در اردو/هندی به معنی دوازده است بدین ترتیب باره‌دری به معنای دوازده‌دری است.

## باره‌دری‌ها

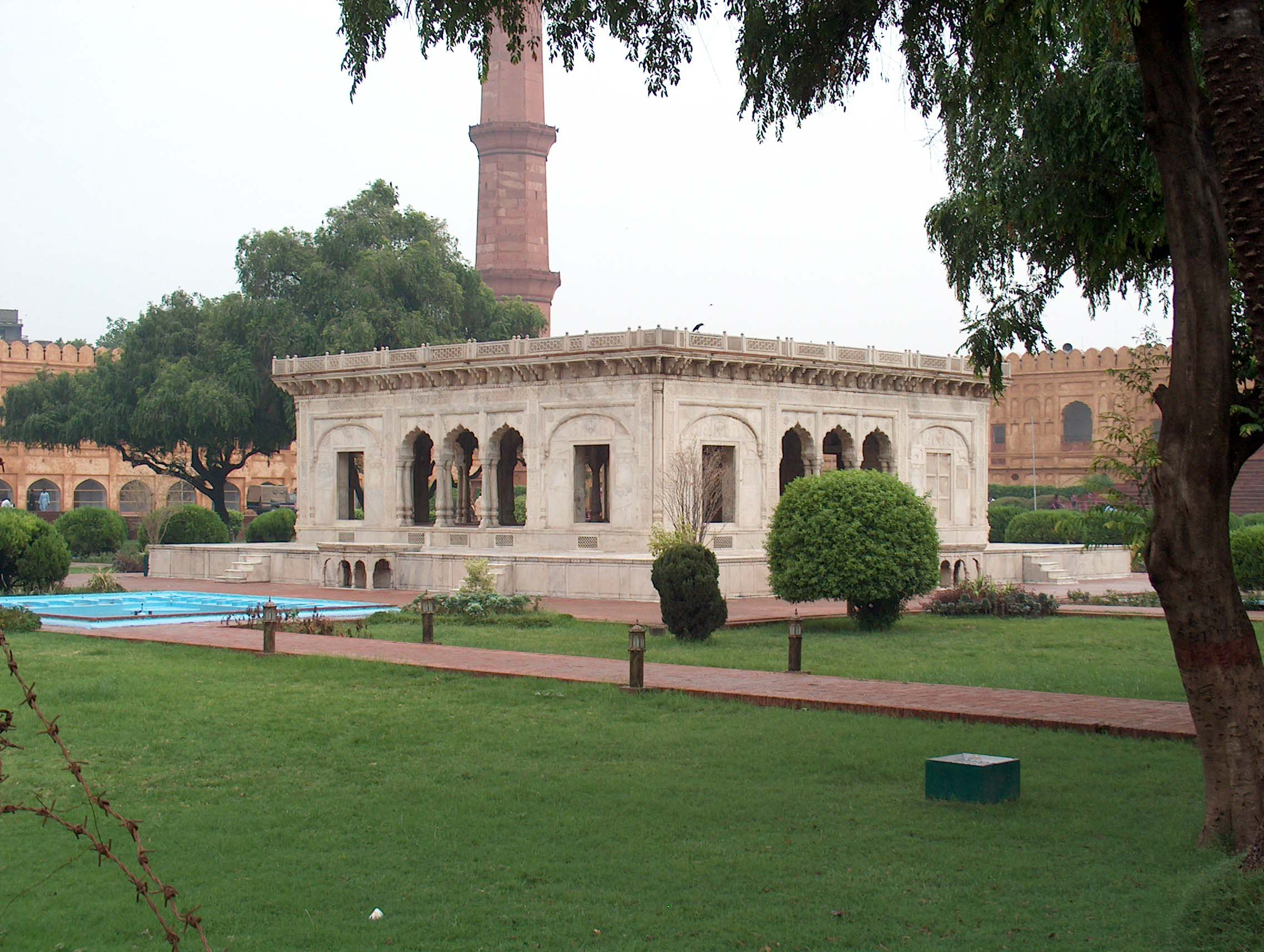
باره‌دری در حضوری باغ

بعضی از باره‌دری‌های تاریخی عبارتند از: باره‌دری تاراماتی، باره‌دری حضوری باغ، باره‌دری گشامال، باره‌دری در کاخ من سینگه اول در کاخ عامر جایپور و …